# Noforsberget
Noforsberget är ett naturreservat i Lycksele kommun i Västerbottens län.
Området är naturskyddat sedan 2016 och är 69 hektar stort. Reservatet omfattar norrsluttningen av Noforsberget och i norr en sträcka av Granån. Reservatet består av tallskog och små myrar. I Granån finns flodpärlmussla.